# KIAA0157
La subunidad del complejo BRISC Abro1 es una proteína que en humanos está codificada por el gen FAM175B.